# Løding
Løding is een plaats in de Noorse gemeente Bodø, provincie Nordland. Løding telt 2929 inwoners (2007) en heeft een oppervlakte van 1,63 km².